# 巴牙惕
巴牙惕，《元史》作伯岳吾，是蒙古國第三大民系，總人口56,573，属衛拉特部落之一。
巴牙惕是蒙古帝國一重要氏族，而且不只是蒙古人，在不少突厥民族中也有此部落，称为巴岳特。

## 歷史
巴牙惕源自前蒙古时代生活在色楞格河的伯岳吾部，他們在蒙古帝國扮演有影響力的角色，
巴牙惕属于“迭列斤诸氏族”之一，并非阿兰豁阿与“光之精灵”后裔的尼伦部。根据《元朝秘史》《史集》等文献记载，在成吉思汗的远祖朵奔蔑尔干时期，一位名叫马阿里黑·巴牙兀惕的贫困男子与朵奔蔑尔干相遇。当时陷入困境的马阿里黑・巴牙兀惕以自己的儿子换取他刚猎获的鹿肉碎块。随后，朵奔蔑尔干将其子送给妻子阿兰豁阿。此后，马阿里黑的子孙世代侍奉阿兰豁阿的后裔，逐渐以“巴牙兀惕部”闻名。
从实际历史来看，巴牙惕部可能与兀良哈、速勒都思等部族类似，是被迁徙至不儿罕・合勒敦山的蒙古部“孛儿只斤氏”征服的原住民。在蒙古部族中，巴牙惕属于弱小氏族，分散隶属于泰赤乌氏、乞颜氏等强势氏族，成为其属民。
12世纪末，蒙古部内乞颜·孛儿只斤氏的铁木真（成吉思汗）崛起，当铁木真与札木合爆发十三翼之战时，尽管铁木真一方兵力薄弱，但汪古儿率领的巴牙惕部仍坚定站在铁木真一侧，奋勇作战。成吉思汗为嘉奖巴牙惕部的功绩，将其视为“世袭家臣”，提拔巴牙乌特部的汪古儿、不合等人担任千户长。此外，巴牙惕部因战功与成吉思汗家族结为姻亲：巴牙惕出身的不合迎娶成吉思汗家族的女性，被称为“古列坚”（女婿）。
蒙哥的侧室、昔里吉的母亲巴牙兀真出身巴牙惕部，忽必烈的侧室伯要兀真出身巴牙惕部，为忽必烈生下儿子脱欢。巴牙惕部出身的卜鲁罕（元成宗铁穆耳的皇后）在元朝历史中具有重要地位。由于铁穆耳的第一任妻子失怜答里无嗣而终，且卜鲁罕生下皇太子德寿，她成为巴牙惕部出身的妃嫔中地位最高的一位。加上铁穆耳体弱多病，布尔干在其统治后期实际掌控朝政。铁穆耳去世后，卜鲁罕为巩固地位，计划拥立安西王阿难答，却因哈剌哈孙等人发动政变被捕并处死。
元朝覆灭后，巴牙惕部的具体变迁不详。16世纪起，史料中出现“内喀尔喀五部”之一的巴岳特部（巴牙惕），该部由达延汗分封给第六子阿尔楚博罗特，后来由阿尔楚博罗特的孙子兀班统治。土默特部中也存在“叭要·鄂托克”（巴牙惕）。另外，还有一支巴牙惕，在17世紀他們搬到西南方，加入四衛拉特聯盟。

## 人物

### 居住在吉达河流域的者台·巴牙兀惕部
不合古列坚家族
- 不合古列坚（Buqa Küregen，بوقا گورکان/Būqā gūrkān）
  - 脱里忽思・古列坚（Torqus Küregen）
    - 卜魯罕皇后（Bulγan qatun，بولوغان خاتون/Būlūghān khātūn）

锁儿罕家族
- 锁儿罕
  - 闊闊出（Kököčü，کوکجو/Kūkajū）
    - 喜往・那颜（Önggür noyan）
      - 伯要兀歹（Bayau'dai）
        - 賽因赤答忽（Sayin Čidaqu）
          - 擴廓帖木兒（Köke temür）元末名將
          - 脱因帖木儿（Torqus temür）

    - 那海・扎卢忽赤（Noqay ＞نوقاى/nūqāy）
    - 木思塔发・必阇赤（Mustafa ＞مصطفى/muṣṭafā nūyān）

### 生活在草原的客赫邻·巴牙兀惕部
- 翁古儿·那颜（Önggür noyan，اونگور نویان/ūngūr nūyān）

### 其他著名的成員
- 卜魯罕可敦：伊儿汗国阿八哈汗最愛的妻子
- 闊闊真：伊儿汗国合贊汗正室
- 姜巴·巴特蒙赫：共產主義蒙古的政治領袖，在1984年至1990年任蒙古領導人
- 霍尔洛·巴彦蒙克（Khorloogiin Bayanmönkh）：蒙古国20世紀中最好的摔跤手
- 诺罗布·阿勒坦呼亚格：2012年至2014年的蒙古總理